# École nationale d'administration

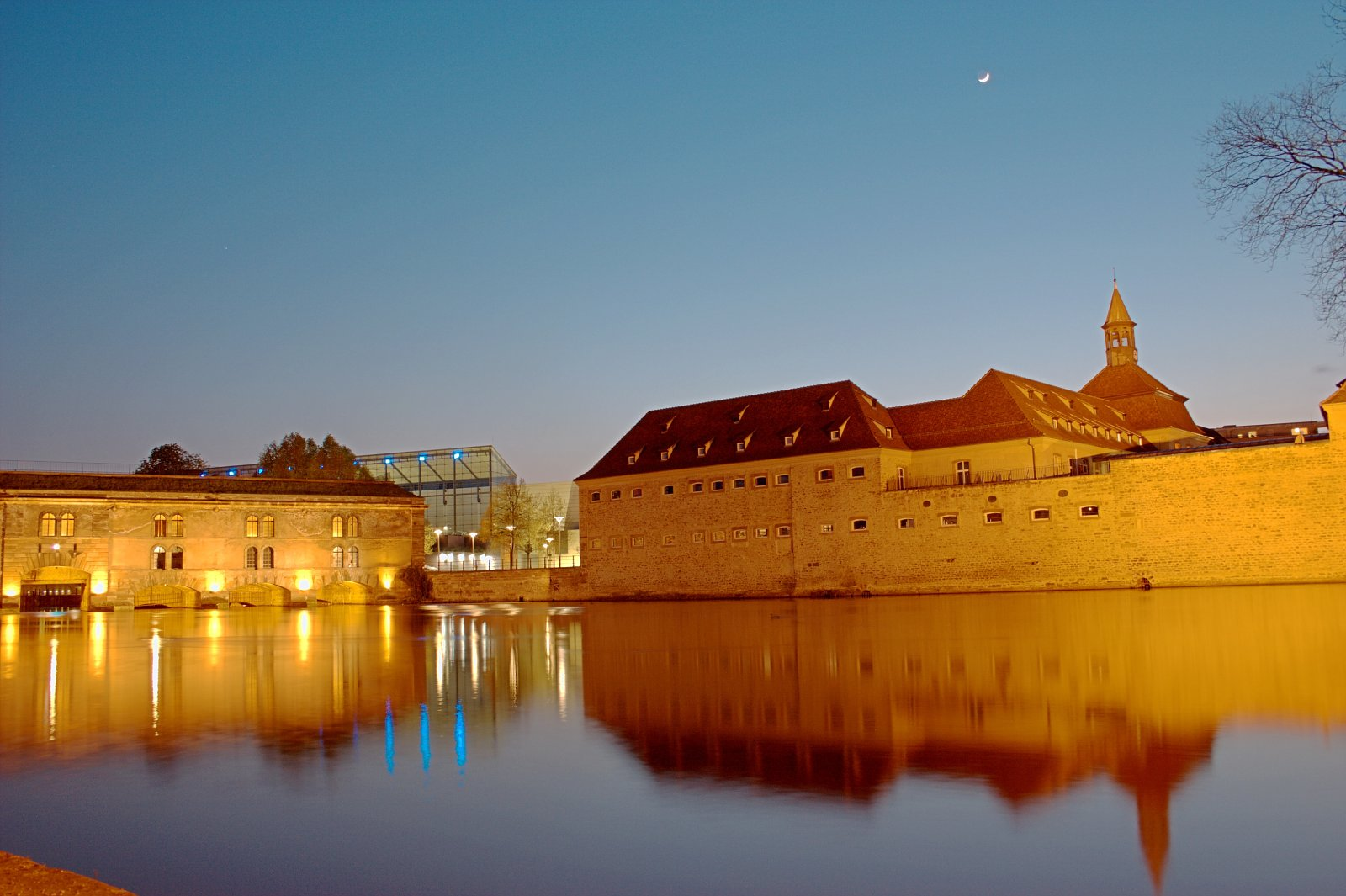
École Nationale d'Administration (vpravo)

École Nationale d'Administration (ve zkratce ENA) neboli Vysoká škola administrativy ve Štrasburku je jedna z nejprestižnějších vzdělávacích institucí ve Francii. Patří mezi takzvané Grande école (doslova Vysoké školy), které se od běžných vysokých škol liší přísnou selekcí studentů na základě náročných přijímacích zkoušek, omezeným počtem studentů a intenzivnějším typem studia. Studentům a absolventům ENA se říká Enarchové (Enarque). Absolventi ENA nacházejí uplatnění na nejvyšších úrovních francouzské státní správy, ale i ve vedení velkých podniků.
Mezi zahraniční absolventy ENA patří vysocí představitelé mnoha zemí světa.
ENA je cílem časté kritiky ze stran francouzské veřejnosti, kde je často vnímána jako nástroj pro reprodukci společenských a hospodářských elit. Je kritizována za svůj nedostatečný demokratizující efekt a za nízké procento přijatých kandidátů pocházejících z imigrace a také za nízké zastoupení žen v řadách jejích studentů. Podle často opakované glosy je ENA "škola, kterou by Francouzi nejraději zrušili, ale každý z nich by tam předtím ještě rád viděl studovat své děti."
Francouzský prezident Emanuel Macron se však rozhodl školu zrušit. Školu by měl nahradit nový Institut du Service Public, který by dle Macrona měl být více otevřený žákům z jiných sociálních vrstev. Tento krok však nezmínil poprvé, o zrušení mluvil již v roce 2019.

## Založení a postupná evropanizace
ENA byla založena roku 1945, aby demokratizovala přístup na vysoké pozice francouzské státní služby. Dodnes je jejím cílem vybírat a následně vzdělávat francouzské a mezinárodní vysoké státní úředníky. Hlavní budova školy se původně nacházela v Paříži v Rue de l'Observatoire, ale od roku 1992 se většina studijních aktivit přesunula do Štrasburku, Rue Sainte Marguerite č. 1, do budovy bývalé Commanderie des Hospitaliers de Saint-Jean de Jérusalem, budovy, která dříve sloužila jako nemocnice a také jako ženská věznice.
Od přestěhování do Štrasburku a přiblížení se evropským institucím se ENA stále častěji označuje také jako Evropská škola veřejné správy (École européenne de la gouvernance). Od roku 2007 navíc upravila způsob výuky a díky spolupráci s Centrem pro evropská studia se kterým sdílí budovu ve Štrasburku, nyní klade velký důraz na vzdělávání francouzských i zahraničních státních úředníků v tematikách, legislativě a specifických procesech EU.

## Konkurzy
Každý ročník ENA čítá 80 až 100 francouzských studentů pocházejících ze tří skupin:
- interní konkurz – který je otevřen všem úředníkům francouzské státní služby,
- externí konkurz – určený zejména studentům a
- třetí konkurz pro kandidáty s praxí mimo státní správu.

Konkurzy jsou přístupné nejen francouzským občanům, ale také všem občanům EU. Konkurence je veliká a výběr je přísný. Procento úspěšnosti v konkurzu je pouhých 7,9% z počtu těch, kteří se zúčastnili prvního kola konkurzu.

## Mezinárodní konkurz
Kromě těchto konkurzů ENA pořádá ještě konkurz mezinárodní, ve kterém rekrutuje do každého ročníku přibližně 40 mezinárodních studentů ze zemí tak rozdílných jako je Čína, Brazílie, Rusko, Japonsko, USA, Kamerun, Panama, Turecko nebo Vietnam (seznam není úplný – podrobné informace o mezinárodním konkurzu lze získat na francouzských velvyslanectvích v každé zemi).
Základní vzdělávací cyklus trvá 24 měsíců a je složen ze střídajících se fází intenzivního studia, praktických stáží ve francouzských centrálních a také v místních mezinárodních a evropských institucích, kde mají studenti možnost okamžitě v praxi využít naučené znalosti. Každá ze tří fází je zakončena sérií individuálních i skupinových zkoušek.
Od roku 1945 ENA uvítala v rámci svých mezinárodních vzdělávacích programů již přes 2000 zahraničních studentů z více než 100 zemí. Většina z nich přišla z pozic vysokých státních úředníků v zemích svého původu.

## Známí absolventi ENA

### Francie
- Prezidenti Valéry Giscard d'Estaing, Jacques Chirac a François Hollande
- Premiéři Dominique de Villepin, Édouard Balladur, Lionel Jospin, Alain Juppé, Laurent Fabius, Michel Rocard
- Kandidátka na prezidentku Ségolène Royalová a mnoho poslanců francouzského parlamentu
- Ředitelé velkých firem jako je Gaz de France, Peugeot, Air France, Accor, AXA, SNCF, Lafarge, BNP Paribas, FNAC, Suez, Vinci a France Telecom.

### Absolventi ENA mezi vysokými mezinárodními úředníky
- Pascal Lamy, generální ředitel Světové obchodní organizace (WTO)
- Jean-Claude Trichet, guvernér Evropské centrální banky (BCE)

### Česká republika
- Pavel Fischer, kandidát na českého prezidenta v roce 2018 a 2022.